# Sköns landsfiskalsdistrikt
Sköns landsfiskalsdistrikt var 1918–1964 ett landsfiskalsdistrikt i Västernorrlands län, bildat när Sveriges indelning i landsfiskalsdistrikt trädde i kraft den 1 januari 1918, enligt beslut den 7 september 1917. Landsfiskalsdistriktet införlivade 1 januari 1948 Timrå landsfiskalsdistrikt. I det nya utökade landsfiskalsdistriktet skulle finnas anställda två landsfiskaler, den ena som polischef och allmän åklagare och den andra utmätningsman, med polischefen-åklagare som förman för utmätningsmannen. Den 1 januari 1965 avskaffades i Sverige samtliga landsfiskaler och landsfiskalsdistrikt, och deras arbetsuppgifter delades upp på de nyskapade indelningarna polisdistrikt, åklagardistrikt och kronofogdedistrikt.
Landsfiskalsdistriktet låg under länsstyrelsen i Västernorrlands län.

## Ingående områden
1 januari 1948 införlivades Timrå landsfiskalsdistrikt med Timrå köping. När Sveriges nya indelning i landsfiskalsdistrikt trädde i kraft den 1 januari 1952 (enligt kungörelsen 1 juni 1951) införlivades Alnö landsfiskalsdistrikt.

### Från 1918
- Sköns landskommun

### Från 1948
- Sköns köping
- Timrå köping

### Från 1952
- Alnö landskommun
- Sköns köping
- Timrå köping